# Владикавказский округ
Владикавказский округ (осет. Дзæуджыхъæуы зылд) — административно-территориальная единица Терской области Российской империи, существовавшая в 1870—1920 годах. Административный центр — город Владикавказ.

## История
Владикавказский округ был образован в 1870 году в результате объединения Осетинского и Ингушского округов Терской области.
В 1888 году округ был разукрупнён, с выделением из его состава земель населенных ингушами и казаками, и образованием на этих землях Сунженского отдела. В дальнейшем Владикавказский округ вплоть до своей ликвидации охватывал только земли бывшего Осетинского округа, при этом Владикавказ являлся также и центром Сунженского отдела.

## Население
По переписи 1897 года население округа составляло 134 947 человек
По национальному составу:
| № | Национальность | Численность, чел. | Доля   |
| - | -------------- | ----------------- | ------ |
| 1 | осетины        | 88 265            | 65,4 % |
| 2 | великороссы    | 31 205            | 23,1 % |
| 3 | грузины        | 3 941             | 2,9 %  |
| 4 | армяне         | 2 093             | 1,6 %  |
| 5 | немцы          | 1 673             | 1,2 %  |
| 6 | поляки         | 1 511             | 1,1 %  |
| 7 | малороссы      | 1 439             | 1,1 %  |
| 8 | другие         | 4 820             | 3,6 %  |

## Административное деление
В 1913 году в состав округа входило 38 сельских правлений:
| - Алагирское — с. Алагир - Ардонское — с. Ардонское - Архонское — с. Архон - Батако-Юртское — с. Батако-Юрт - Бердовское — с. Бердово - Галиатское — с. Камунта - Гизельское — с. Гизельское - Дагомское — с. Нижний Унал - Даргавское — с. Даргавск - Дарг-Кохское — с. Дарг-Кох - Даллагкаусское — с. Даллагкау - Донифарское — с. Донифарс - Закинское — с. Кесаты-Кое - Зарамакское — с. Нижний Зарамак - Зильгинское — с. Зильги - Кадгаронское — с. Кадгаронское - Карджинское — с. Карджин - Магометанское — с. Магометанское - Махческое — с. Махческое | - Мизурское — с. Мизур - Михайловско-Немецкое — кол. Михайловская - Нарское — с. Нар - Новоурухское — с. Новоурухское - Ногкаусское — с. Ногкаусское - Нузальское — с. Нузал - Ольгинское — с. Ольгинское - Редантское — м. Редант - Садонское — с. Нижний Садон - Салугардонское — с. Салугардон - Санибанское — с. Нижняя Саниба - Стыр-Дигорское — с. Одола - Тибское — с. Нижний Тиб - Тулатовское — с. Тулатовское - Хадикусское — отс. Лац - Христиановское — с. Христиановское - Хумалагское — с. Хумалагское - Шанаевское — с. Шанавское - Эльхотовское — с. Эльхотово |